# Ісландська Вікіпедія
Ісландська Вікіпедія (ісл. Íslenska Wikipedia) — розділ Вікіпедії ісландською мовою.
Ісландська Вікіпедія станом на 28 березня 2025 року містить 59 956 статей, 104 097 зареєстрованих користувачів, 175 активних дописувачів, 13 адміністраторів
. Загальна кількість сторінок в ісландській Вікіпедії — 156 122, редагувань — 1 903 868, завантажених файлів — 3235
. Глибина (рівень розвитку мовного розділу) ісландської Вікіпедії середня і становить 31.4 пунктів
.
За кількістю статей перебуває на 97-му місці серед усіх мовних розділів

## Наповнення
- 5 грудня 2003 — створена.
- 6 травня 2006 — 10 000 статей.